# Михалев, Павел Николаевич
Павел Николаевич Михалев (1896 год, д. Марково Солигаличского уезда Костромской губернии — 28 декабря 1937 года) — советский партийный, хозяйственный и государственный деятель, участник Гражданской войны, председатель Костромского горисполкома (1933—1937).

## Биография
Родился в 1896 году в деревне Марково Солигаличского уезда Костромской губернии. Из крестьянской семьи и крестьянин. Окончил 3 класса земской школы. С 1916 года по ноябрь 1917 года служил в армии рядовым, сражаясь в составе 14-го стрелкового полка на Румынском фронте. С января 1919 года по сентябрь 1925 года в РККА. С 1919 года в ВКП(б).
- C 1925 года по 1927 года инспектор Рабоче-крестьянской инспекции[1].
- C 1928 года по 1929 года заместитель управляющего комтрестом[1].
- С 1930 пода 1931 года помощник управляющего Костромской судоверфи[1].
- С 1931 пода 1932 года заведующий орготделом Костромского горкома[1].
- С 1932 пода 1933 года директор фабрики имени Ленина[1].
- С августа 1933 года председатель Костромского горисполкома[1].

Арестован 25 августа 1937 года по обвинению в подрывной вредительской деятельности и участии в контрреволюционной организации по статьям УК 58-11, 58-8, 58-7. 28 декабря 1937 года приговорён к расстрелу с конфискацией имущества, в тот же день приговор приведён в исполнение. Посмертно реабилитирован 7 апреля 1956 года.